# Vlag van Hoogheemraadschap Amstelland

Vlag van Hoogheemraadschap Amstelland
(1984-1990)

De vlag van Hoogheemraadschap Amstelland is op 14 juni 1984 vastgesteld als de vlag van het Hoogheemraadschap Amstelland. De vlag kan als volgt worden beschreven:
Vijf horizontale banen van zwart, rood, geel, rood en zwart in de verhouding 1:1:6:1:1, op geel op 1/4 vlaglengte, een zwarte tweekoppige adelaar met rode tongen, snavels en klauwen, met een inktkoker per rood en blauw, beladen met een gele keizerskroon, rood omzoomd.
De zwarte adelaar is terug te vinden op het wapen. De rood-blauwe schild is gemotiveerd door het feit dat drie van de genoemde gemeentewapens een rood veld hebben en twee een rood veld. De zwarte en rode horizontale banen symboliseren Amstelland: de rood-zwarte wapens van Amsterdam, Ouder-Amstel en Amstelveen. De kleur geel heeft geen betekenis, maar is waarschijnlijk verbonden met de Duitse keizerlijke kroon door de eeuwen heen.
Het ontwerp van de vlag is van de hand van Gerlof Bontekoe.
Vanaf 1990 is de vlag niet langer als de vlag van deze waterschap in gebruik omdat het Hoogheemraadschap Amstelland in het nieuwe Hoogheemraadschap Amstel en Vecht op is gegaan.

## Verwante afbeeldingen

Wapen van Hoogheemraadschap Amstelland

Aa en Maas · Amstel, Gooi en Vecht · Brabantse Delta · Delfland · De Dommel · Drents Overijsselse Delta · Fryslân · Hollands Noorderkwartier · Hollandse Delta · Hunze en Aa's · Limburg · Noorderzijlvest · Rijn en IJssel · Rijnland · Rivierenland · Scheldestromen · Schieland en de Krimpenerwaard · De Stichtse Rijnlanden · Vallei en Veluwe · Vechtstromen · Zuiderzeeland
Voormalige waterschappen: 
De Aa · De Aarlanden · Alblasserwaard en de Vijfheerenlanden · De Alm · Amelander Grieën · Amstel- en Gooiland · Amstelland · Boarn en Klif · De Bovenvecht · Drentse Aa · Duurswold · Eemszijlvest · Goeree-Overflakkee · Gouwelanden · Groot Maas en Waal · Groot-Haarlemmermeer · Groot-Waterschap van Woerden · Groote Waard · Haarlemmermeerpolder · Hulster Ambacht · IJsselmonde · Krimpenerwaard · Land van Heusden en Altena · Het Lange Rond · Lauwerswâlden · Leidse Rijn · Linge · De Maaskant · Het Maasterras · Mark en Dintel · Marne-Middelsee · Meer en Woude · De Middelsékrite · De Nederwaard · Noord-Beveland · Noord- en Zuid-Beveland · Noord-Limburg · Noord-Veluwe · Noordhollands Noorderkwartier · Noordoostpolder · Noordwoude · Oldambt · Oude IJssel · De Overwaard · De Proosdijlanden · Purmer · Regge en Dinkel · De Runde · Salland · Schermer · Schieland · De Schipbeek · Schouwen-Duiveland · Sevenwolden · De Stellingwerven · Tholen · Tusken Waed en Ie · Uitwaterende Sluizen in Kennemerland en West-Friesland · De Vechtlanden · De Vier Noorder Koggen · Het Vrije van Sluis · De Waadkant · Walcheren · Waterland · De Waterlanden · Westergo's IJsselmeerdijken · Westerkwartier · Westfriesland · Wilck en Wiericke · Wilhelminapolder · Zuiveringschap Limburg